# Aenictes sororcula
Aenictes sororcula là một loài bướm đêm trong họ Geometridae.